# Markochim
 Markochim  (ukrainisch «Маркохім») ist ein Akronym für Маріупольський коксохімічний завод (deutsch Mariupoler Koks-Chemische-Fabrik). Die Mariupoler Kokerei  befand sich an Nabereschna (ukrainisch вул. Набережна) in Mariupol.

## Geschichte
Das 1889 gegründete Unternehmen nahm nach dem Zweiten Weltkrieg im Jahre 1949 seine Arbeit wieder auf. Der Betrieb bestand bis zum Jahr 2005, dann wurde die Firma vom Stahlwalzunternehmen Asow-Stahl übernommen. Das Unternehmen ist der Donezker Finanz- und Wirtschaftsgruppe SCM Limited unterstellt.

## Freizeiteinrichtungen
Wie die anderen großen Werke der Stadt (Asowstahl, Asowmasch) investierte das Unternehmen sowohl in die Kultur als auch in den Sport. Die Kokerei erbaute nach dem Zweiten Weltkrieg den gleichnamigen Kulturpalast am Prospekt der Metallurgen 52 (ukrainisch проспект Металургів, 52, russisch проспект Металлургов, 52) und in den Jahren von 1996 bis 1998 südlich daneben den Markochim-Volleyball-Kuppelbau, der über einen Übergangstrakt mit dem ehemaligen Kulturhaus verbunden ist. Im Jahr 2000 erhielt das Unternehmen den Crystal Tower Award in der Kategorie „Projekt des Jahres“ für den Bau des Sportgebäudes. Mit der Übernahme durch Asow-Stahl wurde der Volleyball-Verein trotz guter Leistungen aufgelöst und die Halle von der Universität übernommen. Das ehemalige Markochim-Kulturzentrum wurde der Stadt überlassen.